# ゆーやん
ゆーやん（1983年10月4日 - ）は、日本の放送作家。愛知県名古屋市出身。株式会社スガプロ代表。日本脚本家連盟会員。

## 来歴・人物
- 2002年　名城大学附属高等学校卒業後、地元名古屋のコミュニティーFMラジオ局「FM DANVO」で見習い放送作家兼ADとして活動を開始[2]。
- 2005年　ワタナベコメディスクールの放送作家専攻へ通う為に名古屋～東京間の往復を開始[2]。
- 2006年　活動拠点を名古屋から東京に移す。放送作家事務所に所属。
- 2010年　放送作家事務所から独立し、フリーとして活動を開始。
- 2016年　個人事務所「株式会社スガプロ」を設立。
- 現在は放送作家としてテレビ・ラジオ番組、ライブ、イベント、アプリゲームなどの構成や演出を手掛ける。

## 現在の担当番組

### テレビ
- おじさん爆弾（CSテレ朝チャンネル）
- Kiramuneカンパニー（フジテレビNEXT/フジテレビTWO）※企画構成
- SPACE SHOWER MUSIC AWARDS（スペースシャワーTV）
- 東方神起The Gold Mission R（ファンクラブ動画）
- MUSIC B.B.（TOKYO MX 他）

### ラジオ
- イキザマラジオ！（TVアニメ「BAKUMATSU」WEBラジオ/音泉）
- HELIOS Rising Heroes ラジオ マンデーナイトヒーロー（アプリゲーム「エリオスライジングヒーローズ」/音泉）
- 音泉キング「下野紘」のラジオ きみはもちろん、＜音泉＞ファミリーだよね?（音泉）
- 平成最後の告RADIO / 令和最初の告RADIO〜powered by 四宮グループ〜 / 告RADIO ROAD TO 2020 / 告RADIO 2020 / 告RADIO 3 / 告RADIO （2018年 - 、音泉※） [注 1][注 2]
- 瀬戸麻沙美と日高里菜のお（を）したい！（音泉）
- 総武高校奉仕部ラジオ。完 / 江口拓也のぼっちラジオ。完（TVアニメ「やはり俺の青春ラブコメはまちがっている。完」/アニメイトタイムズ[注 3]）
- デート・ア・バレット ラジオ 時崎狂三の時間（アニメ「デート・ア・バレット」/音泉）
- TETSUYA SATURDAY KING RADIO（ニコニコチャンネル）
- のむこがみなみ（音泉）
- 稗田寧々 鈴代紗弓のコーラルマイク（音泉）
- 山中真尋&川原慶久のBeautiful Life！（ニコニコチャンネル）
- ゆみりと愛奈のモグモグコミュニケーションズ（音泉）
- ぼっち・ざ・らじお！(音泉)

### インターネットテレビ
- 12時間ニコ生放送！＜音泉＞がリニューアルしました！（音泉/ニコニコ生放送）
- 音泉女子高生（YouTube）
- ここりかのエコノミーでもプライムしたい！(YouTube)
- 乃木坂46出演dTVオリジナルドラマ「サムのこと」「猿に会う」配信直前特番
- ハライチ岩井勇気の「アニ番」！（ニコニコ生放送）
- ひらかわんち（ニコニコ生放送）
- りっぴーそらまるのだらだらごろごろ（ニコニコ生放送）

## 過去の担当番組

### テレビ
- ストリートファイターズ（テレビ朝日）
- 声優酒〜先輩×後輩〜（スペースシャワーTVプラス）※企画構成
- ボイススイッチ（アニマックス）
- musicる TV（テレビ朝日）
- PREMIERE of LUNATIC FEST. 2018（スペースシャワーTV）
- オーラル・ジョブズ（スペースシャワーTV）
- バーチャルさんはみている（TOKYO MX 他）
- 翔太さまと執事西山のオタワムレ（フジテレビTWO/TWOsmart）※企画構成

### ラジオ
2008年
- 銀魂放送局（アニメ「銀魂」）

2011年
- ベルセルク・ラジオ 鷹の団勧誘部（映画「ベルセルク」ウェブラジオ／アニメイトTV）

2012年
- さんかれあラジオはじめました（TVアニメ「さんかれあ」ウェブラジオ／アニメイトTV）
- 裸執事de裸ジオ（PCゲーム「裸執事」ウェブラジオ）
- 本チャンwebラジオ絶園のテンペスト（TVアニメ「絶園のテンペスト」／アニメイトTV）
- もっと激しくお願いしますっっ!!（TVアニメ「貧乏神が!」ウェブラジオ／アニメイトTV）

2013年
- 総武高校奉仕部ラジオ。（TVアニメ「やはり俺の青春ラブコメはまちがっている。」／アニメイトTV）
- 江口拓也のぼっちラジオ。（TVアニメ「やはり俺の青春ラブコメはまちがっている。」／アニメイトTV）
- 嫁コレwebラジオ「嫁ラジ」!（カード コレクションアプリ「嫁コレ」／アニメイトTV）
- 嫁コレPRESENTS「三澤紗千香・西明日香のCHEERING PARTY!!」（カード コレクションアプリ「嫁コレ」／アニメイトTV）

2014年
- ザ・ズヴィズダー アワー（TVアニメ「世界征服〜謀略のズヴィズダー〜」／公式サイト）
- カーニヴァルRadio（TVアニメ「カーニヴァル」／アニメイトTV）
- 平川大輔のおやすみフルールラジオ（podcast、YouTube、MFチャンネル）
- 嫁コレPRESENTS「あやりえの花嫁はじめました!」（カード コレクションアプリ「嫁コレ」／アニメイトTV）

2015年
- 今村彩夏と大下菜摘のYAKARA NIGHT RADIO（ニコニコ生放送）
- 株式会社小澤亜李[注 4]（TVアニメ「Classroom☆Crisis」ウェブラジオ／音泉）
- 邪神ちゃんねる（TVアニメ「蒼の彼方のフォーリズム」／音泉・HiBiKi Radio Station）
- 総武高校奉仕部ラジオ。続（TVアニメ「やはり俺の青春ラブコメはまちがっている。続」／アニメイトTV）
- 江口拓也のぼっちラジオ。続（TVアニメ「やはり俺の青春ラブコメはまちがっている。続」／アニメイトTV）
- TVアニメ幸腹グラフィティPRESENTS ムネやけ（TVアニメ「幸腹グラフィティ」／HiBiKi Radio Station）

2016年
- 「俺に働けって言われても酉」発売記念特番（ゲーム「俺に働けって言われても酉」／音泉）
- トリスタラジオ（アプリ「トリックスター」／音泉）
- ワガママハイスペックRADIO（TVアニメ「ワガママハイスペック」／音泉）
- たくぽんのほしみつ（ラジ友）
- イイナリRADIO～イイラジ～（ラジ友）
- カバネリツアーズ（TVアニメ「甲鉄城のカバネリ」／音泉）
- 種田いのり帝国（TVアニメ「天鏡のアルデラミン」／音泉）
- 探偵ファントムスクープ（TVアニメ「無彩限のファントム・ワールド」／音泉）
- ◯◯赤﨑と☓☓あいるーの◯☓工房（ニコニコ生放送）
- 女神ラジオ〜めがらじ〜（TVアニメ「VENUS PROJECT」／HiBiKi Radio Station）

2017年
- 文豪ストレイラヂヲ（TVアニメ「文豪ストレイドッグス」／音泉）
- シンソウノイズ～くすはらゆい＆橘まおのラジオ事件簿～（PCゲーム「シンソウノイズ〜受信探偵の事件簿〜」／音泉）
- project758 presents 小澤亜李 元気のでるラジオ!!（project758／ラジオ関西）
- スクールガールストライカーズ Radio Channel（スクールガールストライカーズ／音泉）
- MF文庫JプレゼンツのぞみとかなのXXしようよ☆（第3期／ホビレコード）
- 福原遥のVOICEステーション〜フクステ〜（ニコニコ動画）
- 狭間のラジオ（TVアニメ「ベルセルク」／dアニメストア）

2018年
- 音泉ジュニアのラジオ「五十嵐巧巳・飯田友子のすごいラジオ」（音泉）
- 音泉ジュニアのラジオ「卯野春香・湊元りょうの聖なるブラックゾーン」（音泉）
- 音泉ジュニアのラジオ「佐藤元・坂下拓郎の仕事でしか会わないけどラジオはじめました」（音泉）
- 音泉ジュニアラジオ「佐藤祐吾、千葉瑞己の筋トレ男子」（音泉）
- 音泉ジュニアのラジオ「守屋亨香と星谷美緒のムシャムシャ・コミュニケーションズ」（音泉）
- Radio Because! ～花凜とLynnが応援するラジオ～（「Just Because!」ウェブラジオ／ニコニコ動画）
- あくまで、これは柚原みう&八尋まみのラジオ物語（PCゲーム「あくまで、これは〜の物語」／音泉）
- 小澤亜李のげんでる!!（project758/ニコニコチャンネル）
- カバネリツアーズ-乱-（スマートフォン向けゲーム「甲鉄城のカバネリ -乱-」/音泉）
- ハライチ岩井勇気のアニニャン![3]（TBSラジオ）
- Claw Knightsの名前だけでも！（音泉）
- 1/15の白井悠介（マンガPark）
- 響木アオを応援するラジオ（ラジオ関西）
- 星鳴エコーズRADIO（アニメイトタイムズ）

2019年
- 小澤亜李のげんでる!!!（project758/YouTube）
- 普通にラジオをお届けしたいラフタリアとフィーロ（TVアニメ「盾の勇者の成り上がり」/音泉）
- ぷれざんまい（アニメ「さらざんまい」/文化放送、文化放送超A&G+「A&G TRIBAL RADIO エジソン」内）

### インターネットテレビ
- 小野友樹の行こうせ!友トピア（ニコニコ生放送）
- S.R.Sとジャルジャルのカムトゥギャザー！（YouTube Live Streaming）
- MFカフェ文庫Jあらいぶ!!（YouTube）
- 感覚ピエロの××TV（YouTube）
- 空想写真問題ピクチャイズ（アニメイトチャンネル）
- げんでるのとくばん!!（Project758/YouTube）
- JOY・鈴木りかの「アナタ本当にリア充ですか？」〜略して本リア〜（ニコニコ生放送）
- 湘南乃風リーダーRED RICEのNULL MAX[4]（ニコニコ生放送）
- なかやまきんに君とファイルーズあいのナイスバルク！（TVアニメ「ダンベル何キロ持てる?」/YouTube, Twitter)
- ニコニコ軽音部（ニコニコ生放送）
- 人気声優VS人気レスラー!ガチ通販プレゼンバトル!IMGP~ International Mail order Grand Prix（企画・構成／ニコニコ生放送）
- 平川大輔出没注意（アニメイトチャンネル）
- FUNCTION6chのうぇうぇコヨトル[5]（ニコニコ生放送）
- 松井恵理子×高野麻里佳の秋田女子学園マスコミ研究会（ニコニコ生放送）

## 映像商品
- 謎解きはディナーのあとで DVD/Blu-ray BOX 特典映像（ナレーション協力）
- 謎解きはディナーのあとで・スペシャル DVD/Blu-ray 特典映像（ナレーション協力）
- 三遊亭王楽のOH!RAKUGO SHOW!!入門編（企画・構成）

## インタビュー
- Quick Japan76号